# Chiesa dell'Immacolatella (Cefalù)
La chiesa dell'Immacolatella è un edificio religioso di Cefalù.

## Descrizione
La chiesa, che si trova sul lato nord di via Mandralisca, quasi di fronte al museo Mandralisca, venne edificata nel 1661 dal sacerdote Matteo Piscitello e dedicata all'Immacolata, dichiarata patrona della città nel 1655. Ospitava la congregazione del Santissimo Salvatore, che aveva il compito di assistere i moribondi. La chiesa è stata restaurata nel 1986.
La semplice facciata ha un portale cuspidato, sormontato da una piccola finestra circolare, e cantonali a freccia terminanti con una palla in pietra. L'interno è a navata unica e sopra l'altare si conserva, in una nicchia, una statua della Vergine con decorazioni in argento.